# 29 Aquarii
29 Aquarii è una stella bianca nella sequenza principale di magnitudine 6,37 situata nella costellazione dell'Aquario. Dista ? dal sistema solare.

## Osservazione
Si tratta di una stella situata nell'emisfero celeste australe; grazie alla sua posizione non fortemente australe, può essere osservata dalla gran parte delle regioni della Terra, sebbene gli osservatori dell'emisfero sud siano più avvantaggiati. Nei pressi dell'Antartide appare circumpolare, mentre resta sempre invisibile solo in prossimità del circolo polare artico. Essendo di magnitudine pari a 6,4, non è osservabile ad occhio nudo; per poterla scorgere è sufficiente comunque anche un binocolo di piccole dimensioni, a patto di avere a disposizione un cielo buio.
Il periodo migliore per la sua osservazione nel cielo serale ricade nei mesi compresi fra fine agosto e dicembre; da entrambi gli emisferi il periodo di visibilità rimane indicativamente lo stesso, grazie alla posizione della stella non lontana dall'equatore celeste.

## Sistema stellare
29 Aquarii è una stella binaria; la componente principale, di classe A, è una stella bianca somigliante alla nota Vega, con massa poco più del doppio di quella solare. Ha una compagna gigante arancione di magnitudine 7,4 distante 3,7 secondi d'arco e con angolo di posizione di 244 gradi. Le due stelle ruotano attorno al comune centro di massa in un periodo di 0,945 giorni e formano anche una variabile Algol, con le due componenti che si eclissano a vicenda provocando una periodica diminuzione della luminosità (da 6,43 a 6,88).
Un'altra stella di magnitudine 11,7 si trova visualmente a 143 secondi d'arco da A, ma non è chiaro se, vista la distanza, sia gravitazionalmente legata ad essa.